# Берлемон, Гиллис ван
Гиллис ван Берлемон или Жиль де Берлемон (нидерл. Gillis van Berlaymont; около 1545 — 18 июня 1579, Маастрихт) — государственный деятель и военачальник Испанских Нидерландов, член государственного совета Нидерландов. Штатгальтер испанской короны нескольких районов Семнадцати провинций — Дренте, Фрисландии, Гронингена и Оверэйссела (1572—1573), герцогства Гельдерн (1572—1577), замещающий штатгальтера Голландии, Зееландии и Утрехтаа (1574—1577), штатгальтер Намюра, графства Артоа (после 1578) и барон Йержа.
Представитель старинного фламандского рода. Сын Шарля де Берлемона, брат Луиса (1542—1596), архиепископа Камбре и пробста церкви св. Серватия Маастрихтского в Маастрихте, Флорента (около 1550—1626), кавалера ордена Золотого руна, владыки Флойона, штатгальтер Намюра, графства Артоа, герцогства Гельдерн и Люксембурга и Клода (1550—1587), губернатора Бреда.
Кавалер ордена Золотого руна (1572).
Роялист. 2 сентября 1577 года стал членом Государственного совета Испанских Нидерландов.
Маргарита Пармская поручил ему в 1566 году набрать Валлонский полк и возглавить его.
В 1567 командовал осадой Валансьена, в ходе одного из первых сражений в начале разгоравшейся Нидерландской революции. В 1568 в составе испанской армией под командованием
герцога Альбы принял участие в победной битве при Йемгуме против голландских повстанцев в ходе Восьмидесятилетней войны.
В 1572—1573 участвовал в осаде Харлема. За военные успехи получил в награду от короля Испании Филиппа II, кроме значительных денежных сумм, ряд пожалований и важных государственных должностей.
В августе 1575 захватил и разграбил города Шунховен и Аудеватер, уничтожив значительную часть населения и разрушив их.
Позже командовал отрядом телохранителей дона Хуана Австрийского. После возобновления войны против голландских повстанцев вновь служил в испанской армии, был назначен генералом артиллерии и войсками Валлонии. В 1577—1578 взял несколько городов, таких как Шарлемон, Фумал и Бувин.
После смерти отца стал штатгальтером Намюра, графства Артоа. Кроме того, наследным камергером финансов .
Под командованием герцога Пармского Алессандро Фарнезе принял участие в осаде Маастрихта (1579), командуя артиллерией, отрядами валлонских и немецких солдат.
Убит пулей противника при осаде Маастрихта в 1579 году.